# Jasmine Crockett
Jasmine Felicia Crockett (San Luis, Misuri, 29 de marzo de 1981) es una abogada y política estadounidense que se desempeña como miembro de la Cámara de Representantes de los Estados Unidos para el 30.º distrito congresional de Texas desde 2023. Su distrito cubre la mayor parte del sur del condado de Dallas y partes del condado de Tarrant, incluido el aeropuerto Dallas Love. Miembro del Partido Demócrata, anteriormente representó al 100.º distrito en la Cámara de Representantes de Texas.
Crockett se desempeña como representante de la clase demócrata en el 118.º Congreso de los Estados Unidos. Está vinculada al Comité de Agricultura y Supervisión.

## Biografía
Crockett nació en San Luis (Misuri). Obtuvo una licenciatura en negocios de Rhodes College. Como estudiante universitaria, Crockett planeó convertirse en anestesióloga o contadora pública certificada antes de asistir a la facultad de derecho. Obtuvo el título Juris doctor del Centro de Derecho de la Universidad de Houston. Posteriormente, Crockett se quedó en Texas y trabajó como abogado de derechos civiles. Ejerció como defensora pública para el condado de Bowie antes de establecer su propio bufete de abogados. Durante las protestas por la muerte de George Floyd, Crockett y sus asociados se hicieron cargo de los casos pro bono publico de varios activistas del movimiento internacional Black Lives Matter.

### Cámara de Representantes de Texas
En 2019, después de que Eric Lynn Johnson dejara vacante su escaño en la Cámara de Representantes de Texas para ejercer como alcalde de Dallas, el 5 de noviembre se llevó a cabo una elección especial por el resto de su mandato que finalmente ganó Lorraine Birabil. Crockett anunció que desafiaría a Birabil en las primarias demócratas de 2020. Derrotó por poco a Birabil en una segunda vuelta de las primarias y avanzó a las elecciones generales de noviembre de 2020, que ganó sin oposición. Asumió el cargo en enero de 2021.

### Cámara de Representantes de los Estados Unidos
El 20 de noviembre de 2021, la entonces representante de los Estados Unidos por el 30.º distrito congresional de Texas, Eddie Bernice Johnson, anunció que no buscaría la reelección en 2022. Cuatro días después, Crockett declaró su candidatura para el puesto. Johnson anunció simultáneamente que la respaldaría. Crockett también recibió un amplio apoyo financiero del Comité de acción política alineados con la industria de las criptomonedas, también del Protect Our Future de Sam Bankman-Fried quien donó un millón de dólares en apoyo de su campaña. En las elecciones primarias demócratas, Crockett y Jane Hope Hamilton, asistente de Marc Veasey, avanzaron a una segunda vuelta que finalmente ganó Crockett. Posteriormente ganó las elecciones generales el 8 de noviembre. Crockett fue elegida como representante de la clase demócrata en el 118.º Congreso de los Estados Unidos.